# Damjili-grottan
Damjili-grottan (Azerbajdzjanska: Damcılı mağarası) är en grotta i Kaukasusbergen nära byn Daş Salahlı i Qazach-distriktet, Azerbajdzjan. I denna grotta har redskap från äldre stenålder samt neolitikum hittats.

## Grottan
Damjili-grottan är halvcirkelformad och cirka 4 meter hög. Den har en area på 360 km² och är därmed den största grottan i Aveyberget, ett berg som ingår i bergskedjan Kaukasusbergen. Det droppar vatten från naturliga sprickor i grottan, vilket gett grottan sitt namn (damcı betyder droppa). Grottans framsida är förstörd.

## Fynd

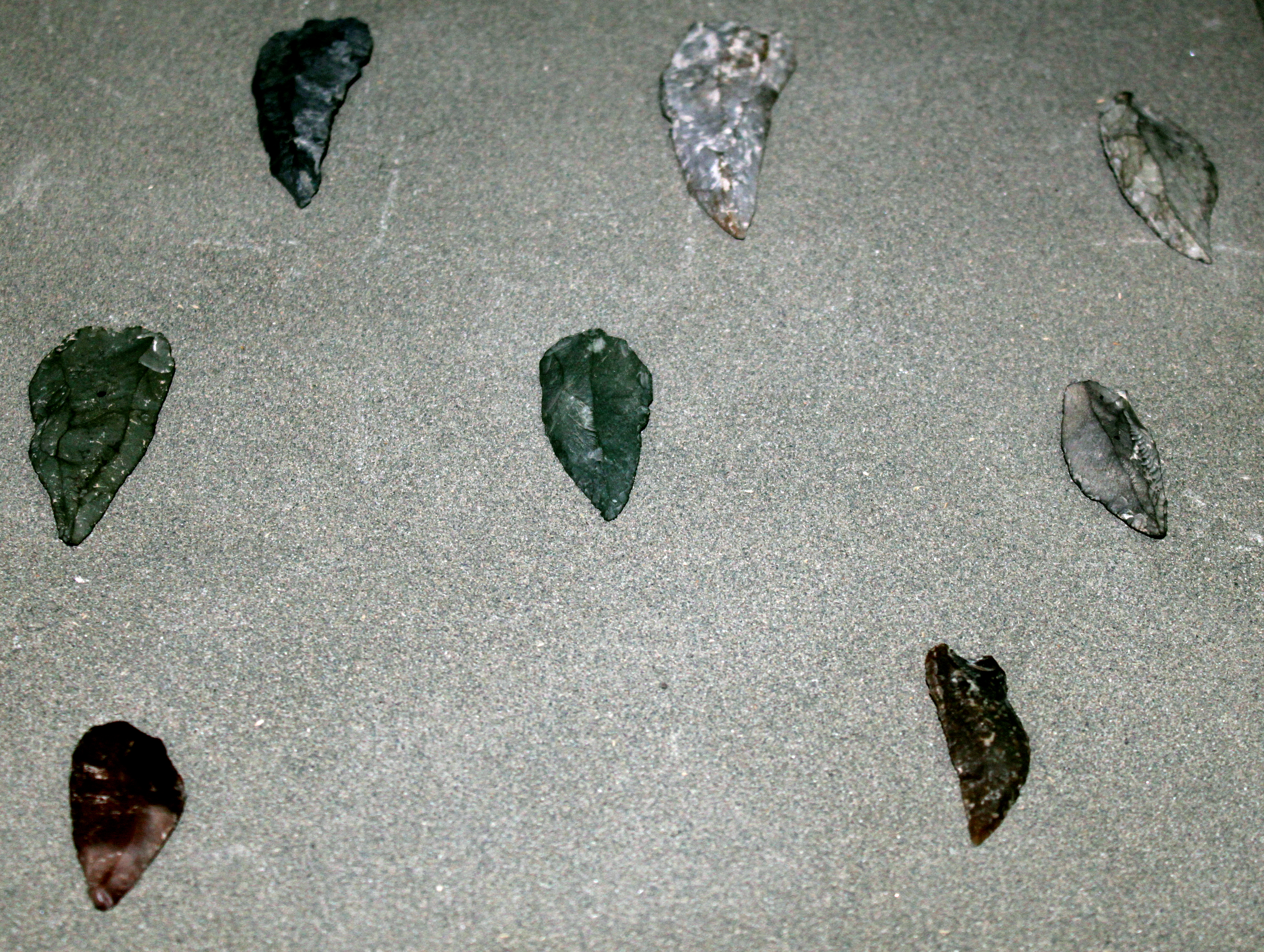
Stenredskap hittade i grottan.

År 1956 påbörjades en arkeologisk undersökning av Aveyberget under ledning av arkeologen M.Huseynov, en utgrävning som kom att pågå i tre år. Man lyckades lokalisera trettio grottor med fynd, bland annat Damjili-grottan. Vid utgrävningarna fann man stenredskap, däribland pilspetsar och knivar, liksom fossiliserade, delvis brända ben från djur som utgör matavfall.
I lager från Moustérienkulturen hittades rödockra, som kan ha använts till att måla med.
Fynden har daterats till Moustérienkulturen under mellanpaleolitikum (70-35 000 år sedan), senpaleolitikum och neolitikum, vilket visar att grottan använts vid olika perioder under stenåldern.